# Pacto Gentiloni
El pacto Gentiloni fue un acuerdo realizado en 1913 entre Giovanni Giolitti Primer ministro de Italia y el Conde Ottorino Gentiloni, presidente de la Unión Electoral Católica entre 1909-1916, para promover que los votantes católicos se encolumnaran en apoyo de la coalición comandada por Giolitti en la elección general italiana de 1913.

## Antecedentes

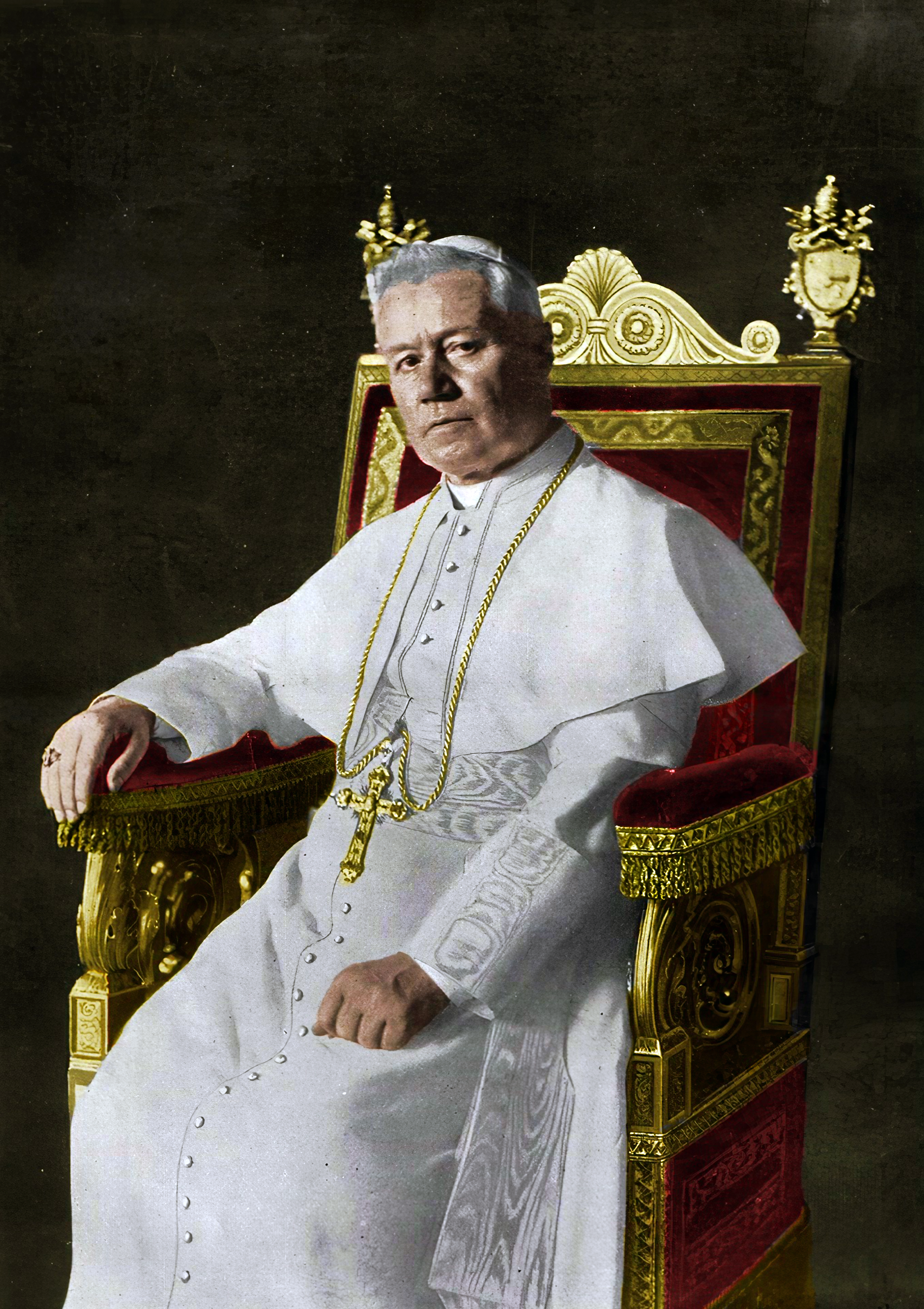
Retrato del Papa Pio X.

Producto de las relaciones entre los católicos y el estado liberal italiano, durante la década de 1910 Giolitti pergeñó una forma de aumentar su caudal electoral influyendo sobre las masas luego que se otorgara el derecho de sufragar a todos los hombres adultos.
En 1904, el Papa Pio X informalmente dio permiso a los católicos para que votaran por los candidatos del gobierno en aquellas áreas en las cuales el Partido Socialista Italiano tuviera probabilidades de ganar. Dado que los socialistas eran el archienemigo de la Iglesia, la lógica reduccionista de la Iglesia la condujo a promover toda medida antisocialista. Votar por los socialistas era causal de excomunión de la Iglesia.
El Vaticano perseguía dos objetivos: controlar el crecimiento del Socialismo y vigilar las raíces de las organizaciones católicas (cooperativas, sociedades de campesinos, fondos cooperativos, etc.). Dado que las masas tendían a ser profundamente religiosas pero poco instruidas, la Iglesia consideraban que necesitaban de guía de forma tal que no se encolumnaran tras ideales indeseables como el Socialismo o Anarquismo.
Mientras, Giolitti el primer ministro de Italia se dio cuenta de que era el tiempo de cooperar entre católicos y el sistema liberal de gobierno.

## El pacto

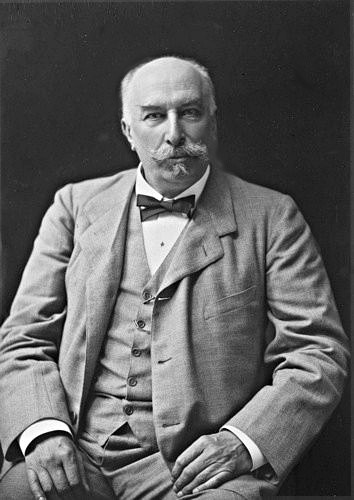
El primer ministro italiano Giovanni Giolitti.

El pacto Gentiloni se gestó como un acuerdo secreto previo a las elecciones generales de 1913 entre los votantes católicos y los candidatos liberales de Giolitti que prometieron apoyar las políticas católicas, especialmente la financiación de las escuelas privadas católicas, y la oposición a una ley que permitiera el divorcio. Se estima que más de 200 diputados fueron elegidos gracias al pacto, suficientes para garantizarle la mayoría a Giolitti.
El Partido Socialista Italiano ganó votos (del 19% al 23% de los votantes), mientras que los liberales se vieron reforzados a corto plazo. En el pasado, Giolitti había cooptado numerosos socialistas moderados (como también miembros de otros partidos menores). El propio Giolitti estaba en contra de los partidos políticos, siendo de la idea que los mismos promovían la división y dañaban el "juego de caballeros" de la política.
El Pacto Gentiloni fue condenado por los aliados socialistas y anticlericales de Giolitti. Ellos consideraban a la Iglesia como un escollo en el camino del progreso y se sentían traicionados en una alianza que habían acordado con Giolitti en el pasado. Nunca más los socialistas volverían a confiar en Giolitti o en el sistema liberal.

Eventualmente, en marzo de 1914 Giolitti fue obligado a renunciar por sus aliados anticlericales, y fue reemplazado como Primer ministro por Antonio Salandra designado por el rey Victorio Emmanuel III.

### Composición
| Partido | Partido                                | Ideología        | Líderes                     |
| ------- | -------------------------------------- | ---------------- | --------------------------- |
|         | Unión Liberal                          | Liberalismo      | Giovanni Giolitti           |
|         | Partido Radical                        | Radicalismo      | Francesco Saverio Nitti     |
|         | Unión Electoral Católica Italiana      | Clericalismo     | Vincenzo Ottorino Gentiloni |
|         | Partido Socialista Reformista Italiano | Socialdemocracia | Leonida Bissolati           |